# Corrupted
Corrupted ist eine japanische Metal-Band, die meist dem Subgenre Doom Metal, gelegentlich auch dem Sludge zugeordnet wird. Die Band wurde 1994 gegründet und hat seither sechs Alben sowie über zwanzig Singles, EPs und Splits veröffentlicht.
Corrupted haben sich den Medien gegenüber stets sehr zurückhaltend gezeigt, weder geben sie Interviews noch existieren Pressefotos. Auch haben sie trotz internationaler Bekanntheit nur selten außerhalb Japans gespielt. Dessen ungeachtet haben sie sich innerhalb der Doom-Metal-Szene einen Status als einflussreiche Kult-Band erarbeitet, sie gelten als einer der extremsten Vertreter des Genres überhaupt. Musikalisch ungewöhnlich ist vor allem die Länge der Stücke und die Integration von ruhigen Ambient-Passagen.

## Geschichte
Corrupted wurden 1994 in Osaka gegründet. 1995 veröffentlichte die Band drei erste EPs, dem folgten mehrere Beiträge zu Compilations und Splits mit Black Army Jacket, Grief und Noothgrush, seither hat Corrupted meist Singles, EPs und Splits veröffentlicht, aber auch vier Alben.
Mit Paso inferior erschien 1997 ihr Albumdebüt, insgesamt rund 30 Minuten lang und auf jeder Seite der (Vinyl)-Veröffentlichung nur ein Stück enthaltend, auf der ersten Seite ausgesprochen langsamen Doom Metal, auf Seite zwei einen Ambient-Titel.
1999 legte die Band dann das zweite Album vor, die Doppel-CD Llenandose de gusanos mit drei Titeln und einer Spieldauer von mehr als 2 Stunden. Auch hier findet sich wieder die typische Mischung von extremem Metal und Ambient. Im selben Jahr erschien auf einer französischen Benefiz-Kompilation zur Unterstützung von Obdachlosen auch das bisher kürzeste Stück der Band, Reset, mit einer Spieldauer von 1:44 Min.
Im Jahr 2000 spielten Corrupted zum ersten Mal in Europa, traten danach jedoch lange nur noch in Japan, meist im Raum Osaka, auf. 2002 erschien zum letzten Mal eine Split-Veröffentlichung und die Band reduzierte die Häufigkeit ihrer Veröffentlichungen seither deutlich. Erst 2004 traten sie wieder an die Öffentlichkeit mit ihrem dritten Album, Se hace por los suenos asesinos, diesem folgte ein Jahr später das vierte Album El mundo frio. Letzteres Album bestand aus einem einzigen, über 70 Minuten langen Lied, das zum größten Teil ein Ambient-Stück war und deutlich weniger Metal-Anteile enthielt als andere Veröffentlichungen. 2007 erst wieder erschienen zwei Singles, Vasana und An Island Insane, bis auf einige Wiederveröffentlichungen für vier Jahre ihre bisher letzten Veröffentlichungen.
Für den Film Junk Films: The Collected Short Shockumentaries of Tsurisaki Kiyotaka (jap. ジャンクフィルム/釣崎清隆残酷短編集, Janku Firumu / Tsurisaki Kiyotaka Zankoku Tanpenshū) arbeiteten sie 2007 mit dem Regisseur und Fotografen Kiyotaka Tsurisaki zusammen. Zentrales Thema dessen Werk sind die Leichen von Menschen, die eines unnatürlichen Todes starben. Corrupted lieferten den Soundtrack für den Film und spielten im Oktober 2008 dazu live beim Lausanne Underground Film & Music Festival und dem „Festival In Famous Carousel“ in Paris. Damit bereiste die Band zugleich erstmals seit 2000 wieder das Ausland. Im November tourte sie dann auch entlang der Westküste der USA, im Juli 2009 gab sie zwei Konzerte in Großbritannien, darunter beim Supersonic Festival.
Im Juli 2010 fand sich in zahlreichen Metal-Foren und Blogs weltweit die Nachricht, dass Sänger Hevi die Band verlassen und dies über seinen Facebook-Account öffentlich bekannt gemacht habe. Danach spielten Corrupted nur noch einige wenige Auftritte, darunter zum Abschluss eine Kurztour im Oktober des Jahres in den USA.
Wie später bekannt wurde, hatte mit Hevi auch der Gitarrist Talbot die Band verlassen, die Band musste sich nach dem Abgang zweier Bandmitglieder erst neu konstituieren. Am 20. August erschien das Album Garten der Unbewusstheit, das im Lauf des Jahres 2010 noch in der alten Besetzung aufgenommen worden war. Ab August 2011 gab Corrupted zwar wieder Konzerte, spielten aber seither nur ein- oder zweimal jährlich, meist in Osaka. Am 23. Februar 2015 gaben Corrupted bekannt, mit den Aufnahmen zu einer neuen Single begonnen zu haben, die Bekanntgabe wurde erstmals von einem Bild der Band begleitet. „Loss“ erschien am 27. März 2015, als Sängerin fungierte Mother Sii, die aber nicht blieb, die Position blieb unbesetzt. Chew als Kopf der Band war seither im Rahmen eines eigenen Projektes unter dem Namen begottened aktiv. Im März 2016 tourten Corrupted in Japan gemeinsam mit Noothgrush. Im Februar 2018 erschien das Album Felicific Algorithim, ausschließlich auf Vinyl, als variable speed LP, also abspielbar auf jeder beliebigen Geschwindigkeit.

## Musik
Bei den Metal-Stücken der Band kam lange eine klassische Rock-Besetzung (Gesang, Gitarre, Bass, Schlagzeug) zum Einsatz, später wurde sie erweitert um Keyboards. Charakteristisch sind die extrem tiefgestimmten Gitarren und langsame, minimalistische Bassriffs unter viel Feedback. Der Gesang ist ein tiefes Growling, die Texte sind vorwiegend spanischsprachig, nur gelegentlich finden sich auch japanische oder englische Texte. Bei langen Stücken wechseln sich instrumentale und Gesangspassagen oft ab. Bei Ambient-Stücken oder -passagen finden sich auch untypische Instrumente wie akustische Gitarre, Klavier, Slide-Gitarre bis hin zur Harfe. Deutlich ausgeprägt ist der musikalische Gegensatz zwischen den harschen Doom-Abschnitten und Ambientpassagen, so wurde das zweite Stück des zweiten Albums Llenándose de gusanos, Humanos, das mit fast 74 Minuten Länge klar das Zentrum des Albums bildet, als „komplett instrumental und vollkommen frei von Aggressivität“ beschrieben.
Die Band ist dem Grindcore stark verbunden. Bei Kompilationen und Split-Veröffentlichungen finden sich fast immer Grindcore-Bands, nur selten Sludge- oder Doom-Metal-Bands als Gegenüber (zum Beispiel bei Splits mit Enemy Soil, Scarver’s Calling, Phobia, Meat Slave, Machetazo, Sloth, Discordance Axis, 324, Infaust und Cripple Bastards), bei Konzerten tritt die Band ebenfalls oft mit diesen im selben Line-Up auf. Zu Ehren von Tottsuan, dem Sänger der Grindcore-Band S.O.B., der sich das Leben genommen hatte, spielte die Band das 100 Minuten lange Stück Llenándose de gusanos live.
Obwohl die Band im Metal zu Hause ist, weist sie auch lose Bezüge zu Avantgarde- und Experimentalmusik auf. Der Schlagzeuger der Band, Chew Hasegawa, spielte zeitweise bei der Noise-Rock-Band Boredoms, in Lausanne spielte die Band 2008 nach Russell Haswell und Florian Hecker, 2009 beim Supersonic Festival in Birmingham, 2010 in Fukuoka hinter Lasse Marhaug.

## Ästhetik
Die Cover von Corrupted-Veröffentlichungen bedienen sich einiger stets wiederkehrender Elemente. Das Logo ist schlicht und besteht aus dem Bandnamen in weißer, sehr selten schwarzer Textura, Zierelemente fehlen ganz. Der Hintergrund der Cover ist in der Regel schwarz, als Motiv dienen Schwarz-weiß-Fotografien. Single- und Split-Veröffentlichungen bedienten sich oft Fotos dokumentarischen Charakters von menschlichen Leichnamen, Krieg oder Armut.
Die Gestaltung einer Wiederveröffentlichung der frühen EP Nadie 2008 übernahm der japanische Fotograf und Regisseur Kiyotaka Tsurisaki, mit dem Corrupted kurz zuvor an dessen Film zusammengearbeitet hatten.
Die Gestaltung der Alben beruhen zwar ebenfalls auf einer von Schwarz-weiß-Fotografien geprägten Ästhetik, sind aber deutlich weniger explizit, die Motive fast abstrakt. Arne Ebner sieht in seiner Arbeit zur Ästhetik des Dooms in der Cover-Gestaltung von El mundo frio, das auf einem kontraststarken, unscharfen Foto des Noise-Rock-Musikers Masahiko Ōno basiert, Ähnlichkeiten zu Arbeiten moderner Künstler wie Gerhard Richter, Nobuyoshi Araki, Geneviève Cadieux und Uta Barth, aber auch zu Robert Capas bekanntem Landungsfoto in der Normandie.

## Öffentlichkeitsarbeit
Corrupted betreiben kaum Öffentlichkeitsarbeit. Über Mitteilungen zu neuen Veröffentlichungen oder Konzerten hinaus haben sie niemals Interviews gegeben oder Statements veröffentlicht, auch Pressefotos existieren nicht. Als Begründung führen Corrupted auf ihrer Website an, dass alles zu Sagende über die Band sich „in der Musik, den Texten und der Gestaltung der Platten finde“, eine spezifisch medienkritische Haltung weisen sie aber nicht auf und erklären, dass sie „die Medien nicht generell ablehnen“ und all jene wertschätzen, die sie „unterstützen bei Fanzines, Labels, Distributoren und in der Planung von Veranstaltungen“.

## Rezeption
Spezielle Beachtung in der Kritik haben die Alben erfahren, die durch ihren großen Ambient-Anteil ein deutlich verschiedenes Profil im Vergleich zu den metal-orientierteren Split-Veröffentlichungen, EPs, Singles und Sampler-Beiträgen haben.
Das Debüt der Band, Paso inferior von 1997, nannte Berkay Erkan von Diabolical Conquest kurz nach der Wiederveröffentlichung 2008/2009 eine „Meisterleistung“, eine „hypnotische und dröhnende Doom-Platte“ und resümierte: „diese Veröffentlichung hat den Standard für allen noch kommenden Doom gesetzt.“ Das britische Magazin Terrorizer nahm das Album 2009 auf Platz 17 in seine Liste der „20 essentiellen Sludge-Alben“ auf und sprach der Band trotz ihrer Selbstisolation einen „unermesslichen Einfluss auf Dutzende Heavy-Jünger über alle Genres hinweg“ zu.
Ian Christe schrieb 2000 in einer Kritik zum zweiten Album Llenandose de gusanos für CMJ New Music Monthly: „Swans und Melvins - lebt wohl, ein neuer Standard an äußerster Herausforderung unserer huschenden, flüchtigen Gesellschaft wurde gesetzt“. In seinem Standardwerk Sound of the Beast: The Complete Headbanging History of Heavy Metal von 2004 führt er das Album unter dem Titel Slow Rides in einer Liste vierzehn kanonischer Werke des Doom Metal.
Diabolical Conquest nahm sowohl das dritte Album Se hace por los suenos asesinos von 2004 als auch das Album von 2005, El mundo frio, in seine Liste der „besten Metal-Alben der Dekade 2000–2009“ auf. Se hace por los suenos asesinos wurde hier attestiert, es verbleibe „als eines der sehr wenigen Alben seiner Art, dass nicht allein einen nachhaltigen Eindruck auf den Hörer hinterlässt, sondern über die Zeit hinweg Dauerhaftigkeit erlangt“, angesichts von El mundo frio wird sogar gesagt: „Corrupted repräsentieren nicht nur eine Revolution im Doom Metal, sondern mit Alben wie El Mundo Frio stellen sie unbestreitbar einen essentiellen Bestandteil des Metals als Ganzem dar“.
El mundo frio erfuhr in der Kritik besondere Beachtung. Global Domination sprach von Corrupted als „einer der besten Doom-Metal-Bands der Erde, ach zur Hölle, sie sind die BESTE“. Das aus nur einem 72 Minuten langen Stück bestehende Album beschreiben sie als eine „Komposition [...] die ein suitenartiges Meisterstück hinsichtlich des Musizierens, der Orchestration, seiner Dynamik und der Entwicklung“ sei und zogen Vergleiche mit Postrock-Bands wie Godspeed You! Black Emperor oder Explosions in the Sky, attestieren Corrupted jedoch im Unterschied zu diesen eine „eiserne Kontrolle über die Entwicklung und die Dynamik des Stückes“; die Kritik mündete in der Vergabe der Höchstnote von 10 Punkten. Auch Christopher Karlas vom Metal Observer sieht Analogien zum Postrock, er konstatiert: „Unglaublich kraftvolle, lebendige und abenteuerliche Musik, bei der ich nicht anders kann als sie auf das Höchste zu empfehlen.“ und vergibt 9,5 von 10 möglichen Punkten. Andy Beta von SF Weekly sieht eher Bands wie Melvins und Earth als verwandt, Eduardo Rivadavia von allmusic hingegen zeigt sich wenig überzeugt vom Album, vergibt nur 2,5 von 5 möglichen Punkten und empfiehlt der Band, ihr sei vielleicht „besser damit gedient, von Zubereitungen auf Albenlänge Abstand zu nehmen“.
Auch live konnten Corrupted die Kritik überzeugen. Anlässlich eines Konzertes 2009 in Großbritannien schrieb Richard Fontenoy in freqzine: „Die schiere Energie, die Corrupted entfesseln – wenn und wann sie es für richtig halten, denn sie haben nicht weniger als die vollständige Kontrolle über ihren Corruptedsound – ist ungeheuerlich und sie live auf der Bühne zu erleben ist ein ausgesprochener Augen- und Ohrenöffner.“. Der Auftritt der Band kurz zuvor beim Supersonic Festival wurde von Rock-A-Rolla gelobt als „nicht weniger als eine elementare und majestätische Demonstration von Umgebungs-Kontrolle und zerstörerischer Kraft, die die echte Kraft des Doom in einem Einmal-in-deinem-Leben-Live-Spektakel kanalisierten, das niemand, der dabei war, jemals wieder vergessen wird.“.
Die französische Drone-Doom-Band Monarch! gibt Corrupted als einen ihrer Einflüsse an, ebenso die japanische Doom-Band Coffins und die US-Drone-Doom-Band Bloody Panda. Die französische Regisseurin Gisèle Vienne inszenierte 2008 JERK, ein Puppenspiel über den Serienmörder Dean Corll, die Musik des Stückes stammte von Peter Rehberg sowie vom Corrupted-Album El mundo frio.

## Diskografie

### Alben
- Paso inferior, 1997, wiederveröffentlicht 2002 und 2008
- Llenandose de gusanos, 1999
- Se hace por los suenos asesinos, 2004
- El mundo frio, 2005
- Garten der Unbewusstheit, 2011
- Felicific Algorithim, 2018

### EPs
- Anciano, 1995
- El dios queja, 1995, 10″
- Nadie, 1995, wiederveröffentlicht 2008
- Dios injusto, 1999

### Singles
- La victima es tu mismo, 2001
- Vasana, 2007
- An Island Insane, 2007
- 喪失: Loss, 2015

### Splits
- mit Grief, 1995
- mit Black Army Jacket, 1997
- mit Enemy Soil, 1997
- mit Noothgrush, 1997
- mit Scarver’s Calling, 1999
- mit Phobia, 1999
- mit Meat Slave, 2000
- mit Machetazo, 2000
- mit Sloth, 2000
- mit Discordance Axis und 324, 2001
- mit Cripple Bastards, 2002
- mit Infaust, 2002

### Sampler-Beiträge
- Hombre o rata auf Una de gato cuerno de vaca, 1996
- Estar en visperas de ultimo auf Painkiller Vol. 1, 1996
- Reset auf Homeless Benefit EP, 1999

## Nachweise
1. 1 2 3 4 5 6 7  Konzertliste auf der eigenen Website der Band:  Corrupted::liveinfo (Memento vom 15. Juni 2012 im Internet Archive), Zugriff am 16. März 2011.
2. ↑  Allmusic.com: Corrupted: Biography. Abgerufen am 25. Februar 2019.
3. 1 2 3 4 5 6  Diskographie auf der eigenen Website der Band:  Corrupted::discography (Memento vom 20. Dezember 2008 im Internet Archive), Zugriff am 16. März 2011.
4. 1 2  Biographie auf jame-world.com: Corrupted | JaME, Zugriff am 16. März 2011.
5. ↑  ideologic.org: Ideologic v2 - News (Memento vom 12. Januar 2017 im Internet Archive), Zugriff am 22. Mai 2011.
6. ↑  pointephemere.org: Festival In Famous Carousel - Point Ephémère (Memento vom 26. November 2010 im Internet Archive), Zugriff am 22. Mai 2011.
7. ↑  heavyrocks.blogg.no: Corrupted - nytt album - ingen vokalist (HEAVY ROCKS) (Memento vom 24. Januar 2016 im Internet Archive), Zugriff am 1. April 2011
8. ↑  metalstorm.net: Corrupted - Metal Storm, Zugriff am 1. April 2011
9. ↑  metalshop.roadrunnerrecords.com.au: metalshop forums • View topic - Corrupted Australian Tour?? (Memento vom 23. Februar 2011 im Internet Archive), Zugriff am 1. April 2011
10. ↑  BurningAmbulance.com: Corrupted. Abgerufen am 25. Februar 2019.
11. ↑  nostalgiablackrain.seesaa.net: Nostalgia Blackrain, Zugriff am 23. August 2011
12. ↑  nostalgiablackrain.seesaa.net: Out in March: Nostalgia Blackrain, Zugriff am 25. Februar 2015
13. ↑  coldspring.bandcamp.com: CORRUPTED 'Felicific Algorithim' LP | Cold Spring, Zugriff am 14. März 2018
14. 1 2  Ian Christe: Sound of the Beast: The Complete Headbanging History of Heavy Metal, 2004, ISBN 9780380811274, S. 357.
15. 1 2  Arne Ebner: Die Ästhetik des Doom (Memento vom 11. März 2014 im Internet Archive) (PDF, 40 mb)
16. ↑  Erklärung zu Interviews auf der eigenen Website der Band:  Corrupted::interviews (Memento vom 6. März 2007 im Internet Archive), Zugriff am 22. Mai 2011.
17. ↑  Berkay Erkan: CORRUPTED - Paso Inferior (Memento vom 22. November 2010 im Internet Archive), Zugriff am 3. April 2011.
18. ↑  James Minton, Kim Kelly, Jenn Selby: Filth Parade. In: Terrorizer, 188, September 2009, S. 56.
19. ↑  Ian Christe: Review In: CMJ New Music Monthly, No. 79, 2000, S. 63.
20. ↑  diabolicalconquest.com: Best Extreme Metal Albums of the Decade - The Year 2001 – Diabolical Conquest Webzine – (Memento vom 21. November 2010 im Internet Archive), Zugriff am 3. April 2011.
21. ↑  diabolicalconquest.com: Best Extreme Metal Albums of the Decade - The Year 2004 – Diabolical Conquest Webzine (Memento vom 21. November 2010 im Internet Archive), Zugriff am 3. April 2011.
22. ↑  diabolicalconquest.com: Best Extreme Metal Albums of the Decade - The Year 2005 – Diabolical Conquest Webzine (Memento vom 15. Dezember 2010 im Internet Archive), Zugriff am 3. April 2011.
23. ↑  globaldomination.se:  Global Domination | Reviews | Corrupted: El mundo frio (Memento vom 14. August 2010 im Internet Archive), Zugriff am 3. April 2011.
24. ↑  metal-observer.com: THE METAL OBSERVER - Review - CORRUPTED - El Mundo Frio, Zugriff am 3. April 2011.
25. ↑  sfweekly.com: Corrupted - Page 1 - Music - San Francisco - SF Weekly (Memento vom 10. Juni 2011 im Internet Archive), Zugriff am 4. April 2011.
26. ↑  allmusic.com: El Mundo Frio - Corrupted | AllMusic, Zugriff am 3. April 2011.
27. ↑  freqzine.net:  Corrupted/Thorr’s Hammer (live) « Freq (Memento vom 2. Juni 2011 im Internet Archive), Zugriff am 4. April 2011.
28. ↑  Kevin McCaighy: Supersonic 2009, In: Rock-A-Rolla #22, 2009, S. 59–60.
29. ↑  Eintrag auf myspace.com: MONARCH! - Bandpräsenz bei myspace, Zugriff am 3. April 2011.
30. ↑  thesleepingshaman.com: The Sleeping Shaman - Coffins Interview (Memento vom 2. Juni 2010 im Internet Archive), Zugriff am 15. Mai 2011.
31. ↑  Christopher R. Weingarten: Bloody Panda. In: CMJ New Music Monthly, No. 140, 2006, S. 27.
32. ↑  Kampnagel.de: Gisèle Vienne: Jerk. Ehemals im Original (nicht mehr online verfügbar); abgerufen am 17. März 2019. (Seite nicht mehr abrufbar. Suche in Webarchiven)